# كيلي جونسون (كاتب)
كيلي جونسون (بالإنجليزية: Kelly Johnson)‏ (و. 1958 – 2007 م) هي عازفة قيثارة، ومغنية، وكاتبة غنائية بريطانية، ولدت في لندن، تستخدم آلات قيثارة، وغيتار البيس، وبيانو، بدأت مشوارها المهني سنة 1978، توفيت في لندن، عن عمر يناهز 49 عاماً.

## التعليم
تعلمت في Edmonton County School ‏.

## روابط خارجية
- كيلي جونسون على موقع ميوزك برينز (الإنجليزية)
- كيلي جونسون على موقع ديسكوغز (الإنجليزية)